# Anthus bogotensis
La cachirla andina, miracielito, bisbita paramuna o bisbita andino (Anthus bogotensis)  es una especie de ave paseriforme de la familia Motacillidae propia de la cordillera de los Andes. 

## Distribución y hábitat
Se encuentra en los Andes de  Argentina, Bolivia, Colombia, Ecuador, Perú y Venezuela.
Su hábitat natural son las áreas tropicales o subtropicales de los Andes entre los 2.500 y 4.000 m de altitud, en praderas y pastizales, principalmente en páramos y punas.

## Descripción
Mide alrededor de 15 cm de longitud. El plumaje de las partes superiores es de color castaño con múltiples rayas ocres y negruzcas. La cola es oscura con las plumas exteriores color ante a blancuzcas; las partes inferiores son de color ante opaco, más claro y grisáceo en las plumas más viejas y con un pequeño punto oscuro en el pecho.